# Oklahoma
Oklahoma (phát âm như Uốc-lơ-hâu-mơ) (tiếng Cherokee: ᎣᎦᎳᎰᎹ òɡàlàhoma, tiếng Pawnee: Uukuhuúwa) là một tiểu bang nằm ở miền nam Hoa Kỳ. Với dân số 3,6 triệu người vào năm 2007 và diện tích 177.847 km², Oklahoma là tiểu bang có dân số đứng hàng thứ 28 và diện tích đứng hàng thứ 20 liên bang.
Tên gọi Oklahoma của tiểu bang bắt nguồn từ hai từ okla và humma của người da đỏ Choctow, có nghĩa là "đất của người da đỏ". Ngoài ra, Oklahoma còn có biệt hiệu là Bang Người đến sớm ("The Sooner State"). Được thành lập từ Vùng lãnh thổ của người da đỏ ("Indian Territory"), Oklahoma chính thức trở thành tiểu bang thứ 46 của nước Mỹ vào ngày 16 tháng 11 năm 1907. Thủ phủ và thành phố lớn nhất của tiểu bang là thành phố Oklahoma.
Oklahoma là một tiểu bang sản xuất nhiều dầu mỏ, khí đốt và thực phẩm cho nước Mỹ. Kinh tế của tiểu bang chủ yếu dựa trên các ngành hàng không, năng lượng, viễn thông và công nghệ sinh học. Oklahoma hiện là một trong những nền kinh tế phát triển nhanh nhất nước Mỹ, đứng thứ ba liên bang về tốc độ gia tăng thu nhập bình quân đầu người và đứng đầu về tốc độ tăng trưởng kinh tế.

## Tên gọi
Tên gọi Oklahoma bắt nguồn từ cụm từ okla humma của người da đỏ Choctow, nghĩa đen có nghĩa là "đất của người da đỏ". Tên gọi này được thủ lĩnh của người Choctow là Allen Wright đưa ra vào năm 1866 trong cuộc đàm phán với chính phủ Mỹ về quyền sử dụng đất đai của người da đỏ tại Oklahoma và việc thành lập một tiểu bang gồm toàn người da đỏ dưới sự giám sát của Bộ Quản lý người da đỏ Hoa Kỳ. Tương tự với từ "Indian" trong tiếng Anh, "okla humma" cũng chỉ toàn bộ người da đỏ nói chung. Oklahoma trở thành tên gọi trên thực tế của Vùng lãnh thổ Oklahoma, rồi chính thức được chấp nhận vào năm 1890, hai năm sau khi vùng này mở cửa cho người da trắng vào định cư.

## Địa lý
Oklahoma là tiểu bang có diện tích rộng thứ 20 Hoa Kỳ, tổng diện tích là 69.898 dặm vuông (181.035 km²). Trong đó 68.667 dặm vuông (177.847 km²) là phần đất còn 1231 dặm vuông (2188 km²) là phần nước. Oklahoma là một trong sáu tiểu bang của Frontier Strip, thuộc một phần vùng Great Plains và nằm gần trung tâm địa lý của 48 tiểu bang. Oklahoma giáp với Arkansas và Missouri về phía đông, giáp với Kansas về phía bắc, giáp với Colorado về phía tây bắc, giáp với New Mexico về phía tây và giáp với Texas về phía nam.

### Địa hình

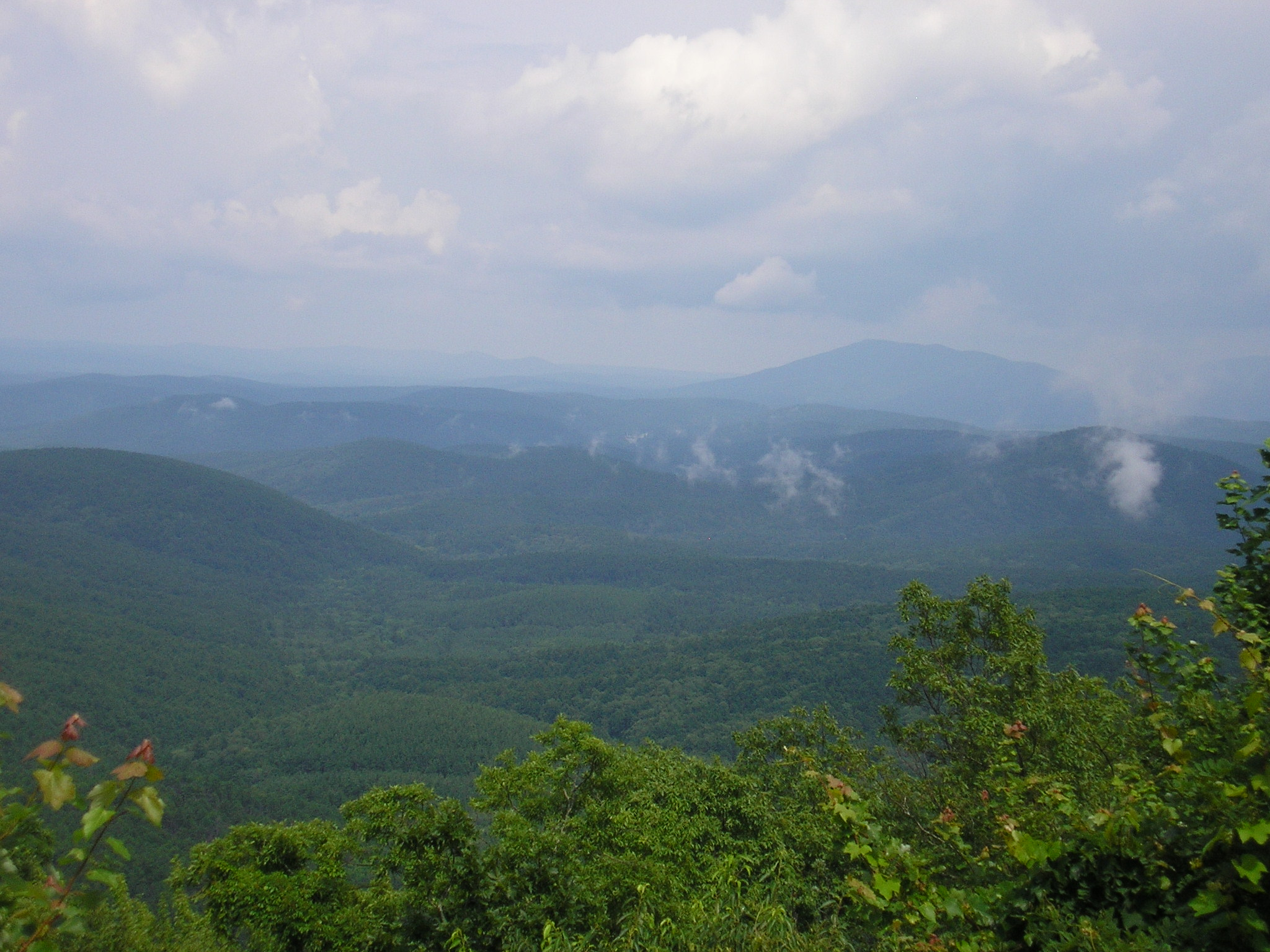
Dãy núi Ouachita, chiếm phần lớn miền đông nam Oklahoma

Oklahoma nằm giữa vùng Great Plains và cao nguyên Ozark, có địa hình thoải dần từ tây bắc xuống đông nam. Điểm cao nhất của Oklahoma là núi Black Mesa (cao 1516 m), nằm ở vùng tây bắc thuộc cán chảo Oklahoma. Còn điểm thấp nhất của tiểu bang nằm trên sông Little gần biên giới đông nam với độ cao 88 m.
Oklahoma có 4 dãy núi chính: dãy núi Ouachita, dãy núi Arbuckle, dãy núi Wichita và dãy núi Ozark. Vùng cao nguyên trung tâm nước Mỹ, bao gồm dãy núi Ozark và dãy núi Ouachita là vùng miền núi duy nhất nằm giữa dãy núi Rocky và dãy núi Appalachian. Tại Oklahoma có 500 sông và nhánh sông được đặt tên, và 200 hồ nước được tạo ra bởi các đập. Oklahoma có số lượng hồ chứa nhiều nhất toàn liên bang.
Bên cạnh sự đa dạng về địa hình, Oklahoma có tới 11 vùng sinh thái khác nhau. Do sự khác nhau về địa lý giữa miền tây và miền đông Oklahoma, miền đông có tới 8 vùng sinh thái trong khi miền tây chỉ có 3.
Phần lớn tiểu bang Oklahoma nằm trên hai lưu vực chính của sông Red và sông Arkansas, bên cạnh đó còn có sông Lee và sông Little. Ở góc tây bắc, địa hình chủ yếu là các đồng bằng núi cao bán khô hạn xen lẫn các hẻm và vực. Phía tây nam Oklahoma là các đồng bằng nhỏ xen với các dãy núi nhỏ như Antelope Hills và Wichita. Vùng trung tâm tiểu bang là nơi chuyển tiếp giữa đồng cỏ và rừng cây gỗ. Một phần ba phía đông tiểu bang là hai dãy núi Ouachita và Ozark cao dần từ tây sang đông.

### Thực vật và động vật

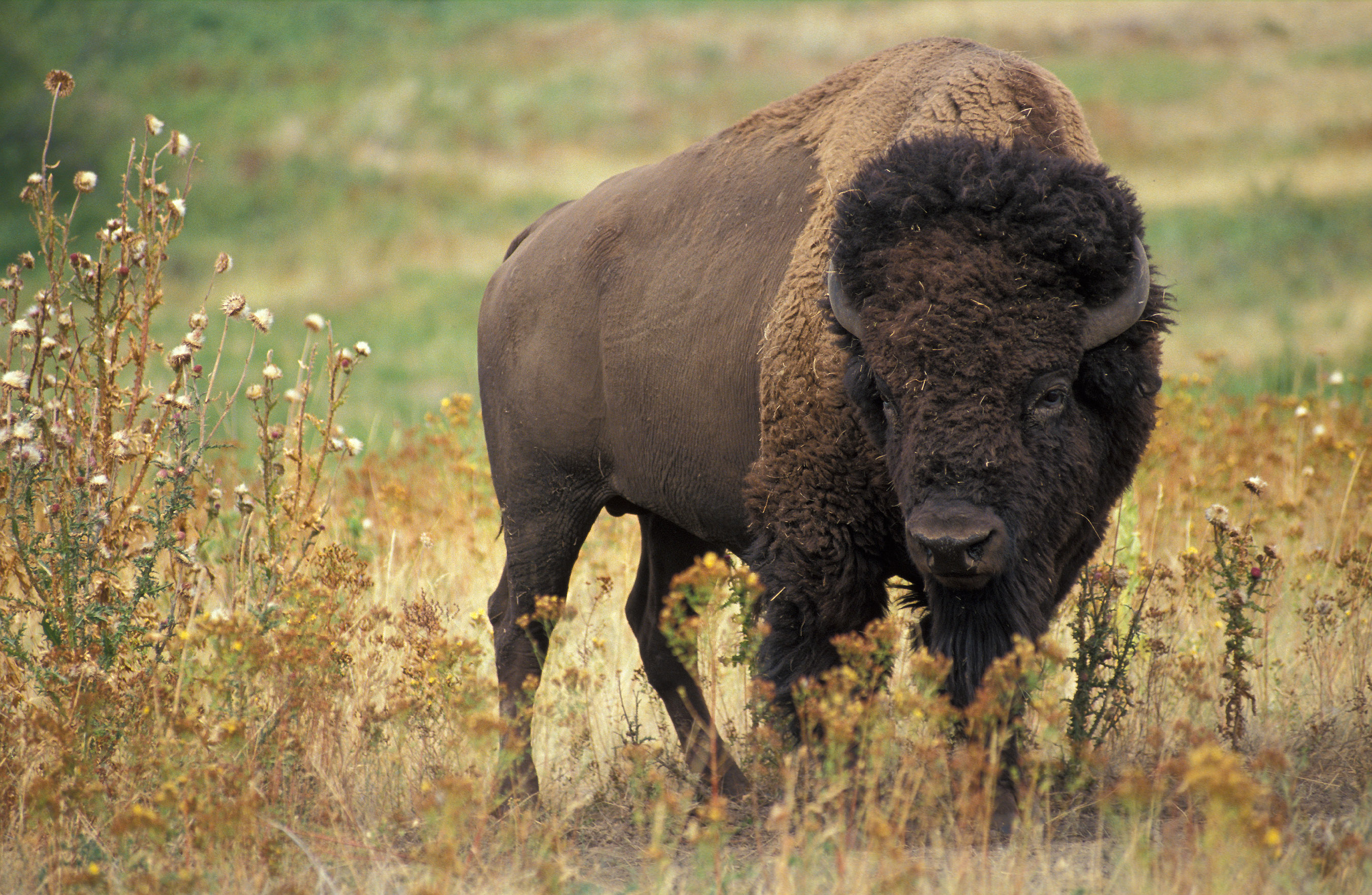
Bò bison, loài động vật biểu trưng của Oklahoma

Rừng bao phủ 24% diện tích Oklahoma. Miền tây Oklahoma có khí hậu khô hạn hơn nên thực vật chủ yếu ở đây là các đồng cỏ thân thấp và cây bụi, trong khi đó miền đông Oklahoma lại có nhiều đầm lầy và rừng cây thay lá nhờ lượng mưa cao hơn.
Động vật ở Oklahoma khá đa dạng với nhiều loài như hươu, nai sừng tấm, sói xám, linh miêu đuôi cộc, các loài chim như chim cút, chim bồ câu, chim trĩ, chim giáo chủ, đại bàng, diều hâu đuôi đỏ. Ở những vùng đồng cỏ, bò bison tập trung với số lượng khá đông đúc. Tại Cross Timbers, vùng đất chuyển giao giữa đồng cỏ và rừng thân gỗ ở miền trung Oklahoma có tới 351 loài động vật có xương sống. Miền đông nam Oklahoma cũng có tới 328 loài đông vật có xương sống, với vùng núi Ouachita là nơi sinh sống của nhiều loài động vật như gấu đen, cáo đỏ, cáo xám, rái cá.

### Khí hậu

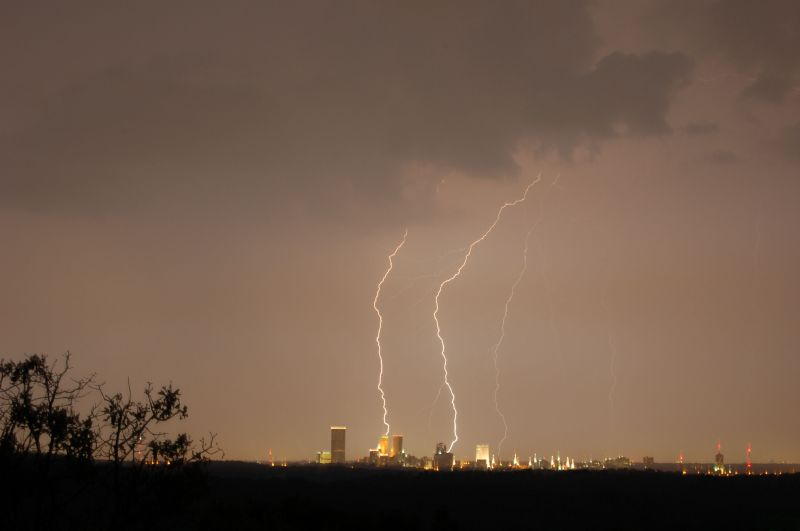
Oklahoma là một tiểu bang nhiều mưa bão

Oklahoma nằm trong đới ôn hòa và chủ yếu là khí hậu lục địa. Phần lớn lãnh thổ bang này nằm trên một vùng gọi là Hành lang Bão tố ("Tornado Alley") kéo dài từ Nam Dakota xuống Texas, nơi thường hay xảy ra những trận lốc xoáy dữ dội. Đây là nơi hội tụ của các luồng không khí khác nhau là luồng không khí lạnh từ phía bắc thổi xuống, luồng không khí ấm và ẩm từ vịnh Mexico thổi lên và luồng không khí khô nóng từ sa mạc phía tây thổi sang, khiến thời tiết Oklahoma luôn biến động và rất khó dự đoán. Lốc xoáy thường xuyên diễn ra và mỗi năm, bình quân Oklahoma phải hứng chịu 54 cơn lốc xoáy, một trong những tỉ lệ cao nhất thế giới. Chính tại thành phố Oklahoma, thủ phủ bang này ngày 3 tháng 5 năm 1999, người ta đã đo được cơn gió có tốc độ mạnh nhất thế giới: 484±32 km/h
Miền đông Oklahoma có khí hậu cận nhiệt đới ẩm nhờ luồng không khí từ vịnh Mexico thổi lên mang theo nhiều hơi nước. Trong khi đó, phía tây Oklahoma lại có khí hậu ôn đới bán khô hạn. Nhiệt độ và lượng mưa giảm dần theo hướng từ đông sang tây. Trong khi miền đông nam Oklahoma có nhiệt độ trung bình năm là 62 °F (17 °C) và lượng mưa là 56 inch (1420 mm) thì vùng cán chảo Oklahoma ở cực tây có nhiệt độ trung bình là 58 °F (14 °C) và lượng mưa là 17 inch (430 mm). Khí hậu Oklahoma tương đối khắc nghiệt, mùa hè nhiệt độ có thể lên đến hơn 100 °F (38 °C) còn mùa đông có thể xuống dưới 0F (-18C). Lượng mưa tuyết giảm dần từ nam lên bắc. Oklahoma là nơi đặt trụ sở Trung tâm Dự báo Bão Quốc gia của Mỹ.

## Lịch sử

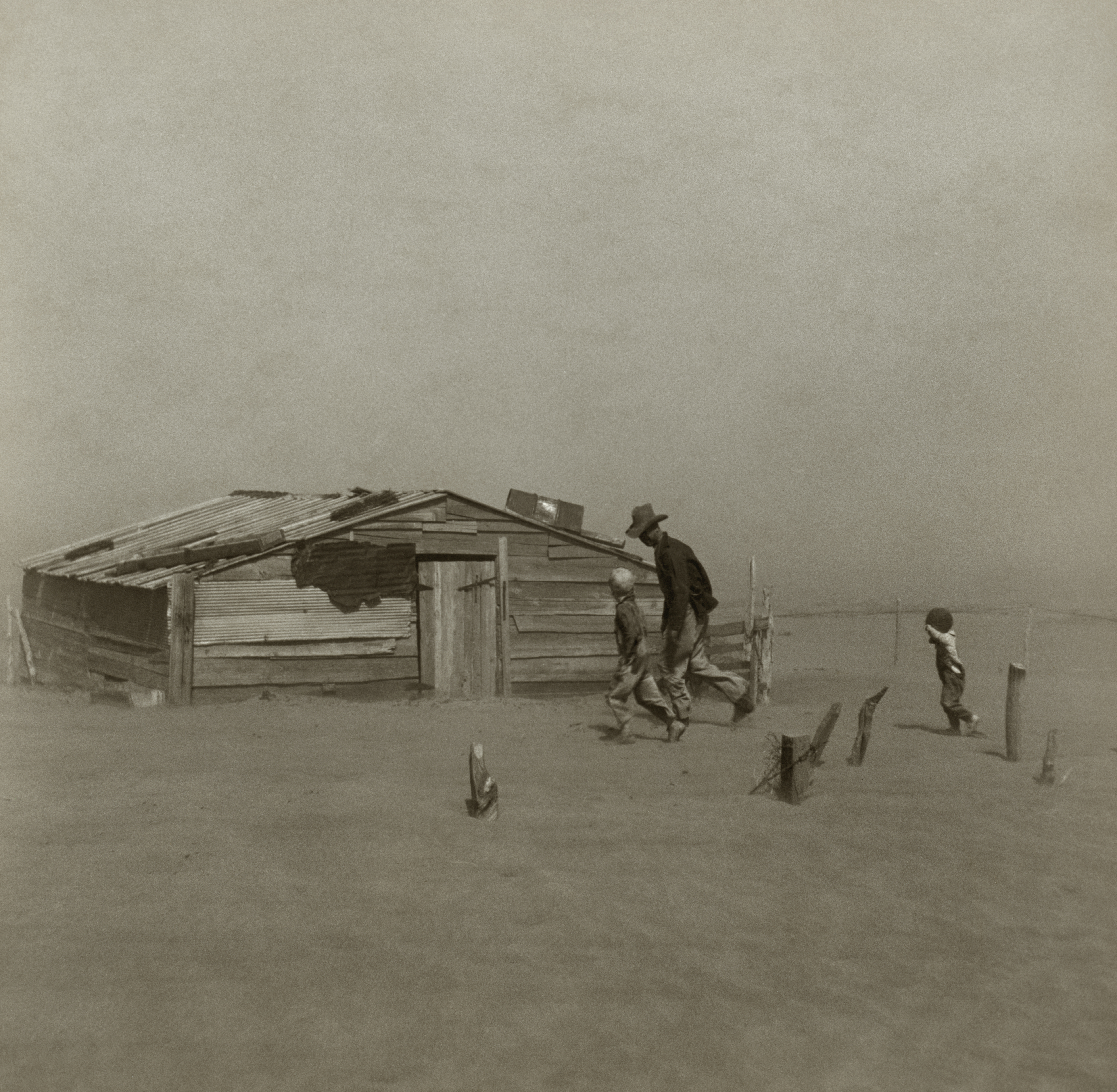
Một gia đình Oklahoma trong trận Bão Bụi thập niên 1930

Những bằng chứng khảo cổ cho thấy những dấu tích của con người ngay từ cuối Thời kỳ Băng hà. Tuy nhiên do khí hậu khắc nghiệt, Oklahoma không có dân cư sinh sống cho đến khi một nhóm người da đỏ đến định cư trong khoảng giữa năm 850 và 1450 sau công nguyên. Năm 1541, nhà thám hiểm người Tây Ban Nha Francisco Vasquez de Coronado đã đi qua Oklahoma. Nhưng sau đó, vùng này lại thuộc về lãnh thổ Louisiana của Pháp trước khi bán lại cho Mỹ vào năm 1803.
Hàng ngàn người thổ dân da đỏ thuộc "Năm bộ lạc văn minh" (Five Civilized Tribes) ở các bang Mississippi, Florida, Alabama, Georgia và Tennessee đã bị chính phủ Mỹ buộc phải rời bỏ quê hương để đến định cư tại vùng đất cằn cỗi Oklahoma trong Cuộc hành trình Nước mắt ("Trail of Tears") trong thập niên 1830. Nhiều người thổ dân da đỏ đã chết trong chuyến hành trình gian khổ và đầy bất công này. Sau khi đến Oklahoma, họ cùng với các dân tộc da đỏ bản địa Osage và Quapaw tạo nên một vùng đất chỉ dành riêng cho người da đỏ, được gọi là Vùng lãnh thổ Người da đỏ ("Indian Territory"). Vùng lãnh thổ này được chính phủ Mỹ hứa không xâm phạm. Đến năm 1890, đã có 30 bộ tộc da đỏ sinh sống tại đây.
Tuy nhiên sự mở rộng đất đai của người da trắng đã dẫn đến Đạo luật Dawes năm 1887 cho phép người da trắng được vào Oklahoma định cư. Một nửa lãnh thổ của Oklahoma được mở cửa cho những đoàn di dân mới đến hoặc được mua bởi công ty đường sắt. Những cuộc "land run" để người da trắng chạy đua vào chiếm đất được tổ chức, trong đó có cuộc chạy đua chiếm đất năm 1889. Trước giờ khai cuộc, một số người khôn ngoan hơn đã vượt giới tuyến vào cắm mốc trước tại những vùng đất nhiều lợi thế. Do đó, Oklahoma ngày nay có biệt hiệu là Bang Người đến sớm ("Sooner State").
Tiếp theo, Đạo luật Curius đã bãi bỏ hoàn toàn quyền lợi pháp lý của người thổ dân da đỏ. Ngày 16 tháng 11 năm 1907, Oklahoma chính thức trở thành tiểu bang thứ 46 của Hoa Kỳ.

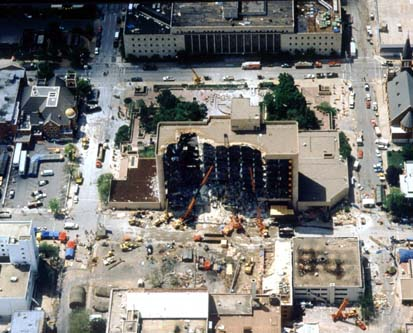
Vụ khủng bố cao ốc Alfred P. Murrah năm 1995

Những mỏ dầu đầu tiên với trữ lượng lớn đã nhanh chóng được khai thác tại Oklahoma, mang lại sự hưng thịnh cho nền kinh tế tiểu bang. Thành phố Tulsa trở thành "thủ đô dầu khí của thế giới". Năm 1927, một thương nhân ở Oklahoma là Cyrus Avery đã phát động việc xây dựng Quốc lộ 66, con đường giao thông huyền thoại xuyên nước Mỹ.
Mặc dù Luật Jim Crow và có sự hiện diện của tổ chức phân biệt chủng tộc Ku Klux Klan, thành phố Tulsa vẫn có một trong những cộng đồng người da đen thịnh vượng nhất nước Mỹ. Thế nhưng vào năm 1921, cuộc Bạo động Chủng tộc Tulsa bùng nổ khiến 300 người chết và gây thiệt hại 1,8 triệu USD. Đến cuối thập niên 1920, các hoạt động của tổ chức phản động 3K phần lớn đã bị hạn chế.
Thập niên 1930, trận Bão Bụi ("Dust Bowl") xảy ra. Suốt nhiều năm liền, trời không có một giọt mưa, thời tiết khô hạn và những trận bão bụi mịt mù đã tàn phá nền nông nghiệp của Oklahoma và một số tiểu bang khác như Kansas, Texas, New Mexico và đẩy hàng ngàn nông dân đến chỗ phá sản, phải tìm đường sang miền tây nước Mỹ lập nghiệp. Trong suốt 20 năm, dân số của Oklahoma sụt giảm liên tục. Cuối cùng thời kỳ đen tối này kết thúc vào thập niên 1950 khi những dự án xây đập nước được tiến hành. Vào thập niên 1960, Oklahoma có 200 hồ nước nhân tạo, nhiều nhất liên bang. Hàng ngàn hồ chứa nước được xây dựng đã giúp phục hồi nền nông nghiệp Oklahoma nói riêng và toàn bộ kinh tế Oklahoma nói chung.
Năm 1995, Oklahoma chứng kiến vụ khủng bố kinh hoàng nhất nước Mỹ trước ngày 11 tháng 9 năm 2001. Cao ốc Alfred P. Murrah tại thành phố Oklahoma bị hai tên khủng bố Timothy McVaigh và Terry Nichols đặt bom đánh sập, khiến 168 người chết, trong đó có 19 trẻ em. McVeigh sau đó đã bị xử tử hình còn Nichols thì nhận án tù chung thân không ân xá.

## Kinh tế

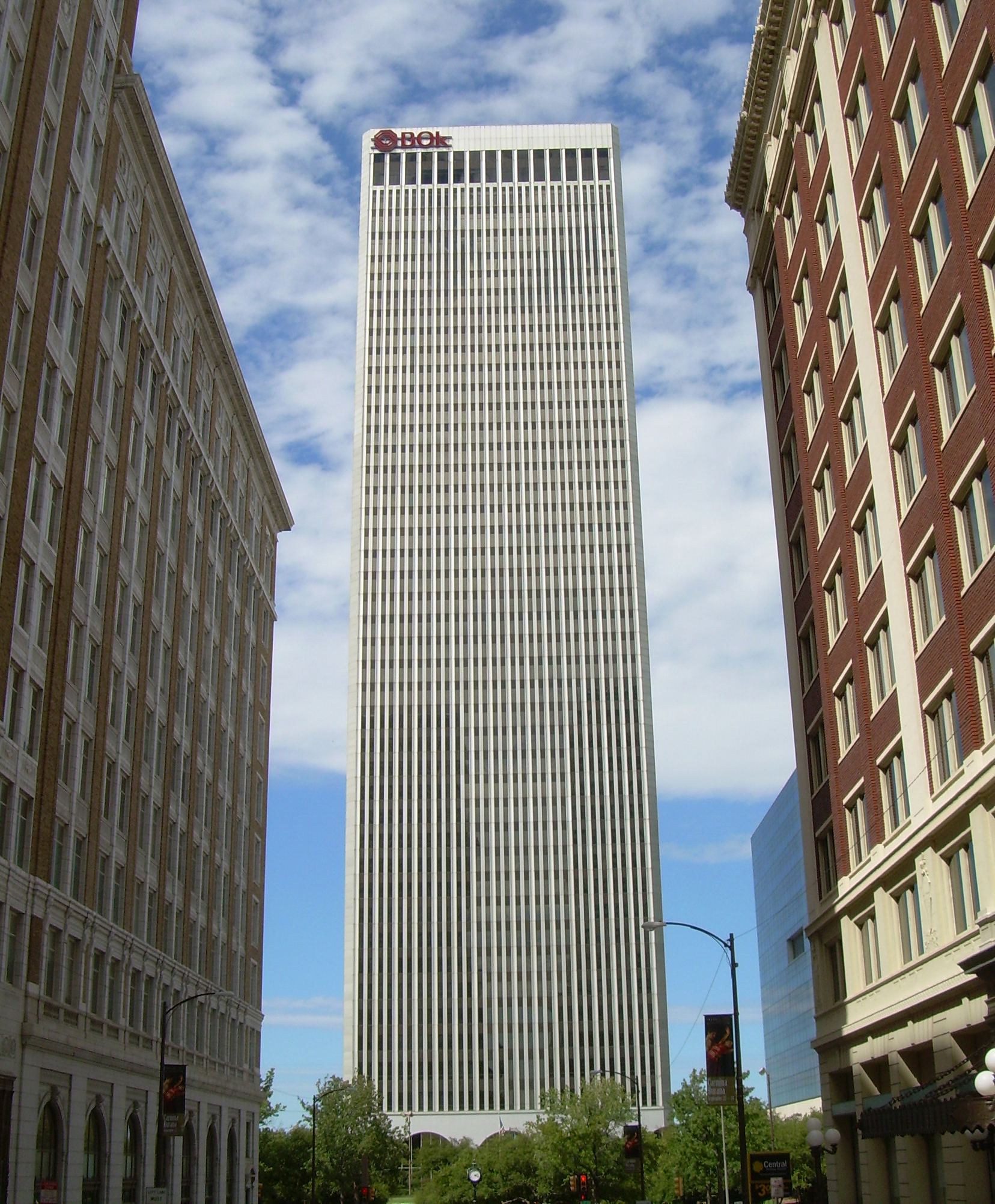
Tháp BOK, tòa nhà cao nhất Oklahoma

Kinh tế Oklahoma chủ yếu dựa trên các ngành hàng không, năng lượng, phương tiện giao thông vận tải, chế biến thực phẩm, điện tử và viễn thông. Bang này sản xuất một lượng lớn dầu khí, máy bay và thực phẩm cho nước Mỹ. Từ năm 2000 đến năm 2006, tổng sản phẩm nội địa của Oklahoma đã tăng gấp rưỡi, mức tăng cao thứ 5 liên bang. Năm 2006, tốc độ tăng trưởng kinh tế của Oklahoma tăng nhanh nhất nước Mỹ, tới 10,8%. Tốc độ tăng thu nhập bình quân đầu người là 9,7% từ 34.305 USD năm 2005 lên 37.620 USD năm 2006.
Một trong những ngành công nghiệp đóng góp nhiều nhất cho kinh tế Oklahoma là ngành hàng không, mang lại 11 tỉ USD mỗi năm. Tulsa là trung tâm sản xuất và bảo trì máy bay của thể giới, trong đó có hãng American Airlines. Ngành hàng không đóng góp khoảng 10% sản lượng công nghiệp của Oklahoma. Bên cạnh đó, các ngành công nghệ sinh học, chế biến thực phẩm, chế tạo máy... cũng đóng góp quan trọng vào nền kinh tế tiểu bang.
Về năng lượng, Oklahoma là nhà sản xuất khí đốt lớn thứ nhì và dầu thô đứng thứ năm nước Mỹ. Bang này cũng đứng thứ năm về trữ lượng dầu thô. Mặc dù có nhiều điều kiện tự nhiên thuận lợi cho việc phát triển các nguồn năng lượng sạch, đặc biệt là năng lượng từ gió nhưng 96% năng lượng của Oklahoma vẫn lấy từ các nguồn năng lượng không tái sinh, trong đó 64% từ than và 32% từ khí đốt. Ngành công nghiệp dầu mỏ đóng góp cho Oklahoma 23 tỉ USD mỗi năm và cung cấp hàng ngàn việc làm thu nhập cao cho người dân.
Oklahoma đứng thứ 27 nước Mỹ về sản lượng nông nghiệp. Bang này đều xếp thứ năm về sản lượng thịt gia súc và lúa mì toàn liên bang. Oklahoma chiếm 5,5% sản lượng thịt bò, 6,1% lúa mì, 4,2% sản lượng thịt lợn, 2,2% các sản phẩm từ sữa của nước Mỹ.

## Văn hóa

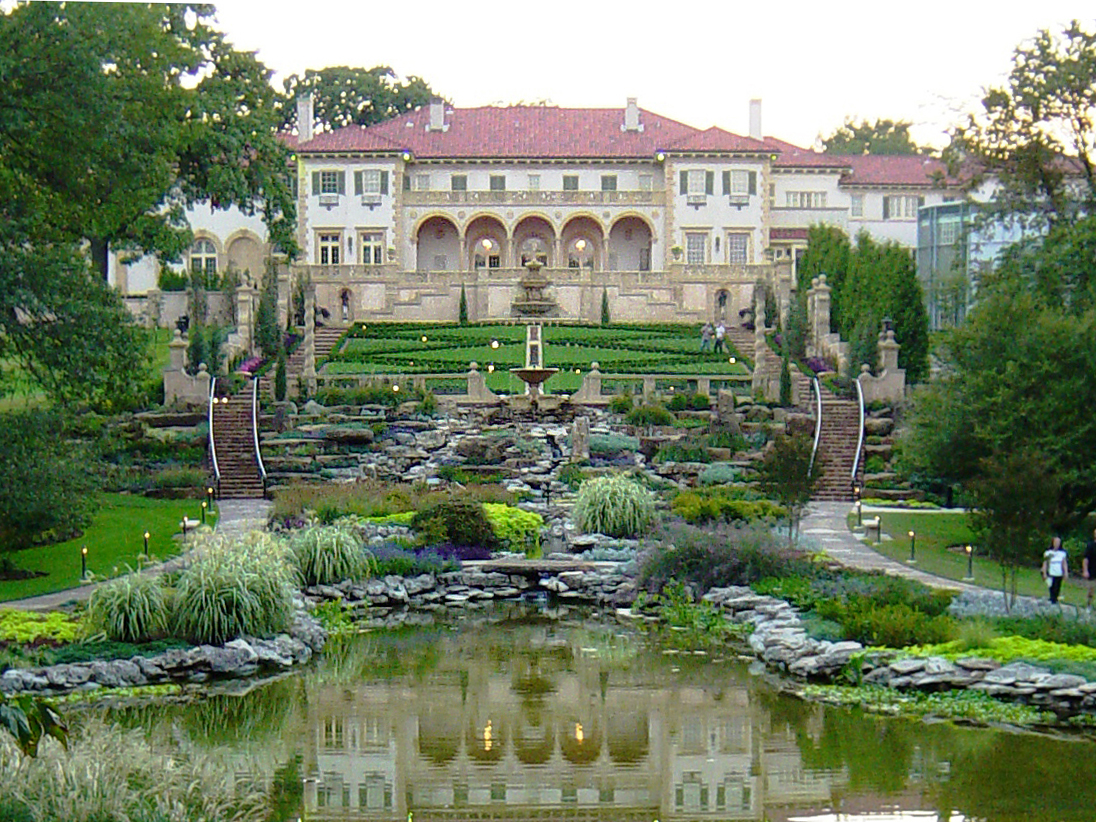
Bảo tàng Philbrooke

Theo phân loại của Cục Thống kê Hoa Kỳ, Oklahoma thuộc về miền Nam Hoa Kỳ. Đây là bang có tỉ lệ người gốc Đức và người da đỏ bản địa khá cao, và có tới 25 ngôn ngữ bản địa được nói tại Oklahoma, nhiều hơn bất cư một tiểu bang nào khác. Cư dân Oklahoma nổi tiếng với tinh thần phóng khoáng, hào hiệp.
Tại những vùng đô thị lớn của tiểu bang, nhạc jazz phát triển mạnh mẽ song song với các loại hình âm nhạc đặc sắc của người da đỏ bản địa, người México và người châu Á. Oklahoma Mozart Festival tại Bartesville là một trong những lễ hội âm nhạc cổ điển lớn nhất miền nam nước Mỹ. Tại Oklahoma có tới trên 300 viện bảo tàng với nhiều chủ đề khác nhau, trong đó đáng chú ý nhất là Bảo tàng Philbrook tại Tulsa được xếp hạng trong top 50 bảo tàng mĩ thuật đẹp nhất nước Mỹ.
Ngày 16 tháng 11 năm 2007, lễ hội kỷ niệm 100 năm ngày gia nhập liên bang của Oklahoma được tổ chức với hàng loạt lễ hội đa dạng khác nhau. Những lễ hội và sự kiện lớn được tổ chức hàng năm tại hầu hết các địa phương trên cả bang, bao gồm những lễ hội của người Scotland, người Ý, người Việt Nam, người Ireland, người Czech, người Do Thái và người Mỹ gốc Phi. Oklahoma là nơi tập trung rất đông thổ dân da đỏ tại Mỹ và hàng năm họ có lễ hội "pow-wows" rất nổi tiếng. Năm 2006, lễ hội Oktoberfest tại Tulsa được bình chọn là một trong những lễ hội ẩm thực Đức ẩn tượng nhất cả nước.

## Nhân khẩu

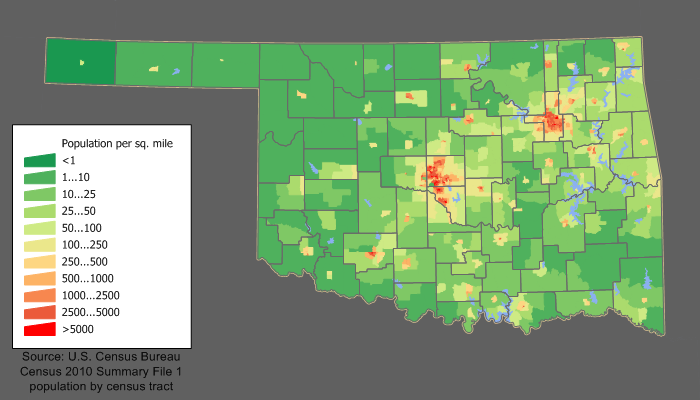
Bản đồ mật độ dân số Oklahoma

Người Mỹ gốc Đức tại Oklahoma tập trung chủ yếu tại vùng tây bắc của tiểu bang, trong khi người gốc Anh và Scotland lại chiếm ưu thế tại thành phố Tulsa. Người da đen tập trung đông tại Lawton và thành phố Oklahoma và có một khu vực lịch sử Greenwood dành cho người da đen tại trung tâm thành phố Tulsa. Trong khi Pittsburg có đông người gốc Ireland và vùng bắc có người gốc Thụy Điển thì phía đông lại là nơi tập trung các cộng đồng người gốc Ý và Slav (Ba Lan, Nga, Ukraina, Séc và Slovakia).
Thành phố Oklahoma là nơi tập trung nhiều người gốc Á nhất tiểu bang, trong đó chủ yếu là người Việt Nam đến định cư vào thập niên 1980. Người Việt Nam chiếm tới 1,6% dân số thành phố Oklahoma, bên cạnh các sắc dân gốc Á khác như Trung Quốc, Hàn Quốc, Thái Lan, Philippines.
Các hạt miền tây Oklahoma lại có một số lượng lớn người dân gốc México nhập cư làm nhân công và nhóm dân này đang có xu hướng gia tăng nhanh chóng. Người Mỹ gốc Arab chủ yếu đến từ Iran và nhập cư vào Mỹ trong khoảng thập niên 1970, tập trung tại Tulsa và thành phố Oklahoma.
Về tôn giáo, phần lớn người dân Oklahoma theo đạo Tin lành. Phân bố chủng tộc của Oklahoma trong năm 2005 như sau:
- Người da trắng: 82,20%
- Người da đen: 8,55%
- Người da đỏ: 11,31%
- Người gốc Á: 1,92%
- Người các đảo Thái Bình Dương: 0,16%
- Người latinh (Hispanic) thuộc mọi sắc tộc trên: 6,78%

## Chính trị
Toàn bộ tiểu bang Oklahoma được chia thành 77 hạt.
Mặc dù có số lượng cử tri thuộc Đảng Dân chủ cao hơn so với Đảng Cộng hòa tới 11,6%, song Oklahoma lại có truyền thống bỏ phiếu cho Đảng Cộng hòa. Bang này đã liên tục bỏ phiếu cho các ứng cử viên Cộng hòa từ năm 1968 đến nay. Trong cuộc bầu cử tổng thống giữa nhiệm kỳ năm 2004, tổng thống George W. Bush đã giành chiến thắng tại Oklahoma với số phiếu áp đảo 65,6%. Một số đảng phái khác cũng có ảnh hưởng mạnh ngoài Đảng Cộng hòa và Đảng Dân chủ là Đảng Tự do Oklahoma, Đảng Xanh Oklahoma và Đảng Hiến pháp Oklahoma.
Theo thống kê nhân khẩu năm 2000, số lượng đại diện của Oklahoma tại Hạ viện Hoa Kỳ giảm từ 6 xuống còn 5 đại biểu, trong đó 4 người thuộc Đảng Cộng hòa còn 1 người thuộc Đảng Dân chủ. Còn tại Thượng viện Hoa Kỳ, hai đại diện của Oklahoma đền thuộc Đảng Cộng hòa.